# Cantone di Arles-sur-Tech
Il Cantone di Arles-sur-Tech era una divisione amministrativa dell'arrondissement di Céret.
È stato soppresso a seguito della riforma complessiva dei cantoni del 2014, che è entrata in vigore con le elezioni dipartimentali del 2015.
Comprendeva i comuni di:
- Amélie-les-Bains-Palalda
- Arles-sur-Tech
- La Bastide
- Corsavy
- Montbolo
- Montferrer
- Saint-Marsal
- Taulis